# Mycosphaerella vulnerariae
Mycosphaerella vulnerariae är en svampart som först beskrevs av Karl Wilhelm Gottlieb Leopold Fuckel, och fick sitt nu gällande namn av Gustav Lindau 1903. Mycosphaerella vulnerariae ingår i släktet Mycosphaerella och familjen Mycosphaerellaceae.  Arten är reproducerande i Sverige. Inga underarter finns listade i Catalogue of Life.